# ソ朝友好協力相互援助条約
ソ朝友好協力相互援助条約（そちょうゆうこうきょうりょくそうごえんじょじょうやく、ロシア語: Договор о дружбе, сотрудничестве и взаимной помощи между Союзом Советских Социалистических Республик и Корейской Народно-Демократической Республикой, 朝鮮語: 쏘베트 사회주의 공화국 련맹과 조선 민주주의 인민 공화국간의 우호， 협조 및 호상、 원조에 관한 조약）は、1961年7月6日にモスクワにおいて、ソビエト社会主義共和国連邦と朝鮮民主主義人民共和国との間で結ばれた条約。
条約はソ連からはニキータ・フルシチョフ首相（当時）、北朝鮮からは金日成首相（当時）が出席して調印された。

## 経緯
朝鮮戦争の休戦後に北朝鮮はますます独自路線を歩み、金日成に対する個人崇拝を強化していた。さらに1956年2月にソ連のニキータ・フルシチョフが「スターリン批判」を展開したが、金日成はこれを無視した。さらに、金日成率いる「満州派」に批判的な「南労党系」、さらに8月宗派事件で結託した「ソ連派」と「延安派」を粛清したことで、ソ朝関係は悪化した。
しかし、1961年5月16日に大韓民国の朴正煕が軍事クーデターを起こし、反共軍事政権を樹立してから、北朝鮮は韓国がアメリカ合衆国と組んで北を攻撃することを危惧し、ソ連と中華人民共和国に同盟を求めた。
朝鮮戦争当時のソ連のヨシフ・スターリンは、アメリカとの全面衝突を避けるために撤収したソビエト連邦軍を朝鮮半島に戻すことに消極的で金日成の参戦要請を拒否したものの、中ソ友好同盟相互援助条約が存在したために、中華人民共和国を介する形で北朝鮮を間接的に支援していた。
この条約の締結によって、ソ連は北朝鮮を直接軍事的に支援することが初めて可能になり、さらに5日後には中朝友好協力相互援助条約も結ばれて、中華人民共和国もかつてのような「義勇軍」名目ではなく、中国共産党直結の中国人民解放軍によって北朝鮮を公然と支援できるようになり、その結果3カ国でさらに緊密な同盟になると考えられた。しかし同年10月から中ソ対立が本格化することでこの三国が連携することはなかった。
その後の冷戦下でこの条約は続いたが、1991年のソビエト連邦の崩壊や、冷戦の終結などの国際情勢の変化を受けたロシアと北朝鮮の関係の変化により、ソ朝友好協力相互援助条約は1996年に破棄・失効した。

## 条文
この条約の日本語訳は以下の通りである。（正文はロシア語及び朝鮮語）